# Шпаков Анатолій Петрович
Анато́лій Петро́вич Шпа́ков (нар. 8 червня 1926, Новоградівка) — український мистецтвознавець, кандидат мистецтвознавства з 1970 року; член Спілки радянських художників України.

## Біографія
Народився 8 червня 1926 року в селі Новоградівці (нині Кропивницький район Кіровоградської області, Україна). 1951 року закінчив Ленінградський університет, де його викладачами зокрема були Михайло Каргер і Микола Пунін.
Жив у Києві, в будинку на вулиці Академіка Філатова, № 10 а, квартира 20. З 1978 року жив у Москві.

## Наукова діяльність
Працював у галузі мистецтвознавства та художньої критики. Автор наукових та науково-популярних праць з питаннь українського образотворчого мистецтва, зокрема: 
- «Український радянський живопис» (Київ, 1958; у співавторстві з Борисом Лобановським);
- «Олександр Мурашко» (Київ, 1958);
- монографії «Василь Ілліч Касіян» (Київ, 1960);
- «Микола Петрович Глущенко» (Київ, 1962);
- «Книга і час» (1977).

Написав розділи «Книжкова і станкова графіка 1934—1941 років» та «Книжкова графіка 1945—1967 років» в IV та V томах «Історії українського мистецтва» (Київ, 1967, 1968); статті в збірнику «Українське мистецтвознавство» (випуски 1 — 5, 1967—1971). Автор статті «Художник і сучасник» в альманасі «Образотворче мистецтво» (Київ, 1969). 